# PowerBook Duo

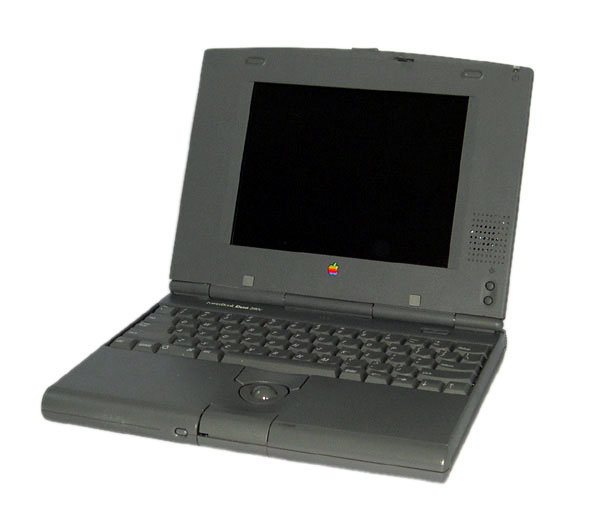
Powerbook Duo 280c

Il PowerBook Duo è una linea di portatili prodotta da Apple Computer presentata nel 1992. Questi portatili erano realizzati per essere piccoli e con un'elevata autonomia, l'espandibilità era assicurata da una base esterna (Dock) in cui il PowerBook veniva riposto quando si arrivava in ufficio. La base forniva le porte per il monitor, ADB, lo SCSI, due slot di espansione NuBus, e il drive del floppy disk. Un utente poteva quindi lavorare in ufficio su un monitor normale con una tastiera di dimensione standard e tutte le periferiche che gli servivano, poi estraeva il portatile dalla base e poteva continuare a lavorare fuori casa senza problemi di tener aggiornato il computer dell'ufficio. Successivamente Apple rilascio una versione ridotta del Dock che conteneva solo le porte di collegamento. Sebbene l'idea fosse interessante la serie Duo non rappresentò quel successo commerciale che l'Apple sperava, le prestazioni erano inferiori a quelle di un computer da tavolo e il prezzo invece era decisamente superiore. La serie Duo fu dismessa nel 1996
Del PowerBook Duo vi sono state due serie, la serie 200 dotata dei processori della famiglia 68000 e la seconda serie il PowerBook Duo 2300 dotato di un processore PowerPC.

## Lista Modelli
- Motorola 68030
  - PowerBook Duo 210
  - PowerBook Duo 230
  - PowerBook Duo 250
  - PowerBook Duo 270c
- Motorola 68LC040
  - PowerBook Duo 280
  - PowerBook Duo 280c
- PowerPC 603e
  - PowerBook Duo 2300c